# شركس ليبيا
شركس ليبيا، هم أقلية عرقية يشيرون إلى الشتات الشركسي المستقر في ليبيا، ويبلغ عددهم حوالي 30 ألف نسمة.

## الحياة الإجتماعية
الشركس يعيشون بشكل رئيسي في مدينة مصراتة وبنغازي في ليبيا.
على عكس الأغلبية الشركسية الأخرى في الشتات في الشرق الأوسط، فإن بعض الشراكسة الليبيين حسب بعض المصادر ليسوا من نسل الشراكسة المنفيين خلال الإبادة الجماعية الشركسية، بل هم من نسل المماليك الشركس الذين خدموا في جيوش القادة العرب منذ القرن التاسع.
إندمج بعض الشراكسة في المجتمع الليبي، وأظهر الرئيس القذافي في ليبيا اهتماماً عميقا للشراكسة ومعاناتهم التاريخية.